# Horst Schütze
Horst Schütze (* 19. Januar 1927 in Cörmigk) ist ein ehemaliger deutscher Politiker und SED-Funktionär.

## Leben
Schütze, Sohn einer Arbeiterfamilie, besuchte die Grund- und Mittelschule und absolvierte eine Lehre zum Verwaltungsangestellten. Anschließend war er im Beruf tätig. 1944/45 war er zum Reichsarbeitsdienst, dann zum Wehrdienst bei der Wehrmacht eingezogen. 1945/46 befand er sich in britischer Kriegsgefangenschaft.
1947 trat Schütze der Sozialistischen Einheitspartei Deutschlands (SED) bei und war von 1947 bis 1950 Angehöriger der Deutschen Volkspolizei. 1950 war er Mitarbeiter des Rates des Kreises Halle (Saale), 1950/51 Sekretär des Kreisfriedenskomitees Halle. Von 1951 bis 1962 fungierte er als Landessekretär Sachsen-Anhalt bzw. als Bezirkssekretär Halle des Friedensrates. Von 1958 bis 1962 war er zudem Abgeordneter des Bezirkstages Halle. Von 1956 bis 1962 absolvierte er ein Fernstudium an der Parteihochschule „Karl Marx“ mit Abschluss als Diplom-Gesellschaftswissenschaftler. Von 1963 bis 1969 war er Sekretär des Bezirksausschusses Neubrandenburg der Nationalen Front und Abgeordneter des Bezirkstages Neubrandenburg. 
Auf dem Kongress der Nationalen Front der DDR wurde er am 22. März 1969 zum Mitglied des Präsidiums und des Sekretariats des Nationalrates gewählt. Seine Funktion im Sekretariat gab er 1973 an Gerhard Opitz ab, blieb aber Mitglied des Präsidiums. Von 1973 bis 1989 war er stellvertretender Leiter der Abteilung „Befreundete Parteien“ im ZK der SED.
Schütze ist Mitglied im Verein Gesellschaft zum Schutz von Bürgerrecht und Menschenwürde e.V. und lebt in Berlin.

## Auszeichnungen
- Vaterländischer Verdienstorden in Bronze (1972), in Silber (1977) und in Gold (1987)
- Orden „Banner der Arbeit“ Stufe I (1984)

## Schriften (Auswahl)
- Information über die Tagung des Nationalrates am 21.11.72 in Dresden und die Aufgaben der Nationalen Front im Jahr 1973. Nationale Front der DDR, Berlin 1973.
- Zu Problemen der Arbeit der Nationalen Front der Deutschen Demokratischen Republik im Jahre 1973. Lektion der Sekretärs des Nationalrats der Nationalen Front auf dem Lehrgang mit den Bezirks-, Kreis- und Stadtbezirkssekretären der Nationalen Front vom 4. bis 9. März 1973 in Kleinmachnow. Nationale Front der DDR, Berlin 1973.